# Tokyo Big Sight
Tokyo Big Sight (japonsky 東京ビッグサイト, Tókjó Biggu Saito), oficiálně známé jakožto Tokyo International Exhibition Center (東京国際展示場, Tókjó Kokusai Tendžidžó), je největší výstavištní středisko v Tokiu v Japonsku. Výstavní komplex byl otevřen v dubnu 1996 a nachází se ve čtvrti Aritake, Tokijského subcentra na nábřeží (臨海副都心, Rinkai Fukutošin) v Tokijském zálivu. Jeho nejikoničtější budovou je konferenční věž mající podobu tří obrácených pyramid. Jméno Tokyo Big Sight se v roce 2003 stalo jménem společnosti, která jej provozuje.
Centrum bylo plánovaným dějištěm letních olympijských her v roce 2020 a měly se zde pořádat zápasy ve wrestlingu, šermu a taekwonda. Z důvodu snížení veřejného financování byl však organizační výbor donucen k výběru alternativního místa pro tyto události. Místo toho sloužilo výstaviště jako hlavní vysílací a tiskové středisko her.

## Umístění a části výstaviště

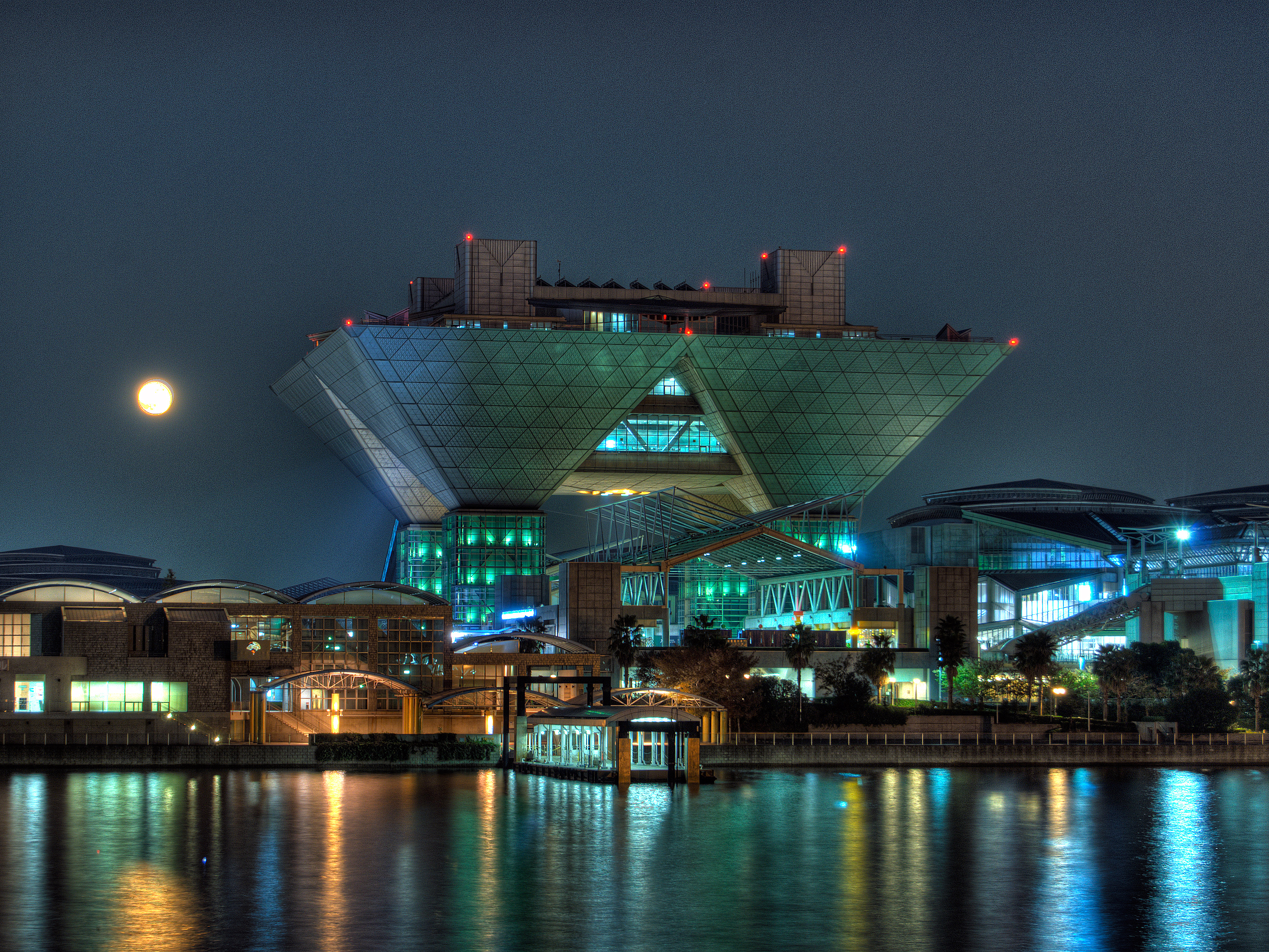
Tokio Big Sight v noci

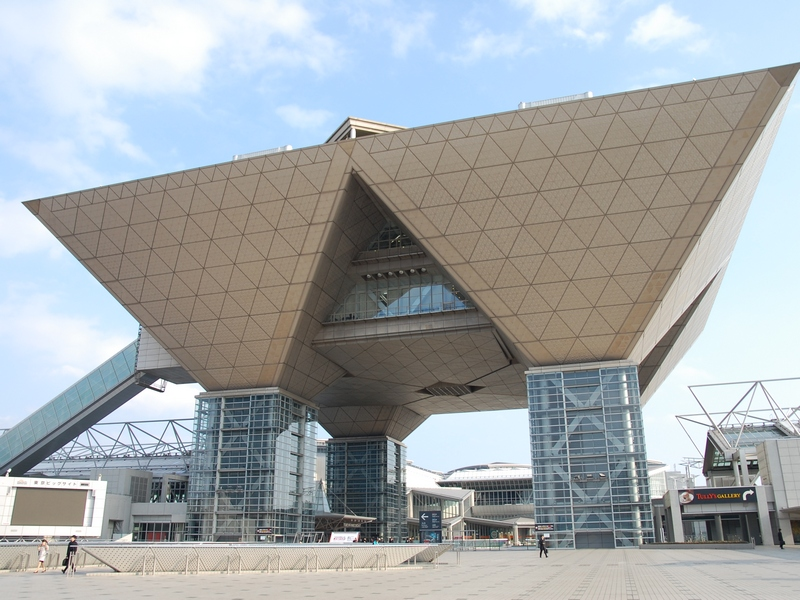
Pohled ze země

Tokyo Big Sight se nachází na břehu Tokijského zálivu, asi 30 minut vlakem od Tokijského centrálního nádraží (東京駅, Tókjó-eki). Jeho nejvýraznějším rysem je 58 metrů vysoká osmipatrová konferenční věž s železobetonovou konstrukcí a celkovou podlahovou plochou 230 873 metrů2. Kongresové centrum je rozděleno do tří hlavních částí – Východní výstavní síň, Západní výstavní síň a Konferenční věž –, z nichž je každá část samostatná a dispunuje vlastními restauracemi a dalšími zařízeními.

### Konferenční věž
Architektonický prvek nejčastšji spojovaný s Tokyo Big Sight je hlavní konferenční věž s fasádou ze skla a titanu, v podobě čtyř obrácených pyramid namontovaných na podpěrách. V prvním patře se nachází recepční hala s kapacitou 1,100 lidí a čtyři konferenční místnosti různých velikostí. Druhé patro tvoří Entrance plaza, která je hlavním vstupním prostorem, Event Plaza, Vstupní hala, která vede do samotných výstavních hal a Exhibition Plaza. Kvůli designu stavby třetí a páté patra nejsou přístupná veřejnosti.
Dopravit se do šestého a sedmého patra je možné pomocí venkovního eskalátoru, který vede do vstupní haly nacházející se ve druhém patře. Tyto patra jsou hlavní konferenční prostory věže. V šestém patře se nachází deset konferenčních místností malých až středních velikostí, některé z těchto místností je možné pomocí odstranění mezilehlých příček propojit do jedné souvislé místnosti. V sedmém patře se nachází tři malé konferenční místnosti a mnohem vetší mezinárodní konferenční místnost s kapacitou až 1,000 míst k sezení. V osmém patře se nachází pět konferenčních místností.
V okolí věže jsou roztroušena umělecká díla, z nichž většinu tvoří díla mezinárodních umělců, jako jsou například Claes Oldenburg, Coosje Van Bruggen, či Michael Craig-Martin a I U-hwan. Patří mezi ně socha pily, nebo velké stylizované jezírko.

### Východní výstavní síň

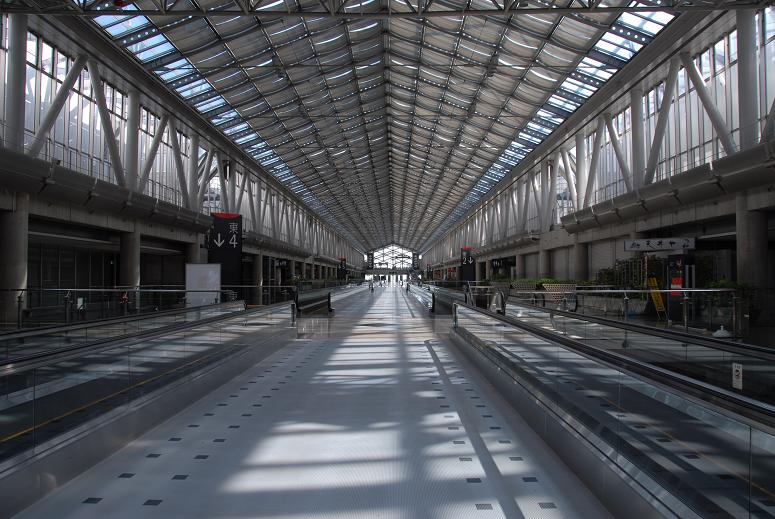
Centrální galerie

Východní výstavní síň se skládá z 600 metrů dlouhé dvoupodlažní galerie, která je lemovaná z obou stran třemi z velké části identickými výstavními halami a podzemního parkoviště. Celková výška objektu je tři podlaží. Galerie s prosklenou střechou je vybavena travelátory pro snadnější a rychlejší pohyb, prodejnami potravin, eskalátory, elektronickými cedulemi a řadou dalších zařízení.
Každá hala disponuje pohyblivou střechou, která umožňuje vystavovatelům kontrolovat množství procházejícího slunečního svitu a zapuštěnými elektronickými zařízeními pro ovládání střechy a dalších funkcí v pravidelných intervalech. Dále předváděcí síní, čtyřmi konferenčními místnostmi a šatnou. Stejně jako u konferenční věže je možné sloučit jednotlivé haly, což umožňuje maximální souvislou podlahovou plochu ekvivalentní trojnásobku kapacity jedné haly, neboli celkem 26 010 metrů čtverečních.
Na rozdíl od západní výstavní síně se východní výstavní síň nenachází přímo vedle hlavního prostoru konferenční věže a tak je lehce oddělená.

### Západní výstavní síň

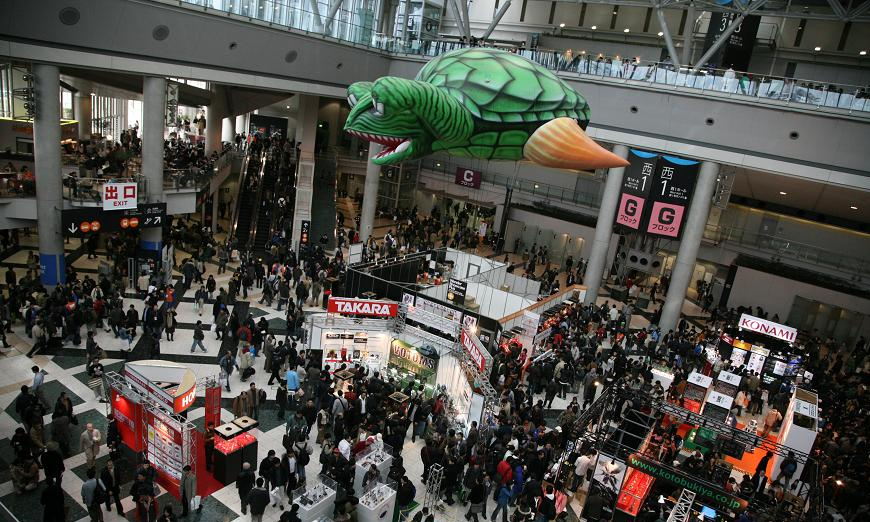
Atrium během rušného dne

Západní výstavní síň sestává ze čtyř vnitřních sálů obklopujících centrální dvoupatrové Atrium. Dva sály se nachází v prvním patře a každý z nich je vybaven jednou konferenční místností, dvěma výstavními síněmi a sedmi konferenčními místnostmi. V případě potřeby je lze sloučit s prostorem atria maximalizovat tak veškerý dostupný výstavní prostor. Zbylé dva sály, se nachází na druhém podlaží a jsou menší než ty prvním a to z toho důvodu, že zbytek prostoru, který nezabírá horní plocha Atria, z velké části zabírá střešní výstavní plocha.
K Západní výstavní síni přiléhá venkovní výstavní plocha, která má stejně jako střešní plocha výhled na nábřeží. Jako u ostatních výstavních ploch v Tokyo Big Sight je možné spojit oba prostory horních hal a vytvořit tak jednu souvislou plochu. Západní výstavní síň se skládá celkem z šesti výstavních síní, třiadvaceti konferenčních místností a třech šaten. Celková hrubá podlahová plocha haly činí 46,280 metrů čtverečních.

## Konstrukce
Na základě smlouvy s finančním úřadem tokijské metropolitní vlády, stavbu celého výstaviště zajišťovalo celkem osm dodavatelů. Stavba začala v říjnu 1992 a byla dokončena v říjnu 1995. Celková hodnota smlouvy byla 40 392 000 000 jenů. Tokijský guvernér Šun’iči Suzuki byl přítomen 30. června 1994 na zvedací ceremonii, která započala zvednutí hlavní konstrukce věže vážící přibližně 5 900 tun. Dokončení tohoto procesu trvalo tři dny. Později byl instalován eskalátor o hmotnosti 250 tun, který formálně propojil vyvýšenou konstrukci s přízemím.